# Паметник костница (Струмица)
Вижте пояснителната страница за други значения на Паметник костница.
Паметникът костница (на македонска литературна норма: Споменик-костурница) е мемориален комплекс в град Струмица, изграден на хълма Самораница на 327 m надморска височина.
Издигнат е като възпоменание на антифашистката борба и комунистическата съпротива през Втората световна война. Там са положени останките на няколко загинали комунистически партизани: Благой Янков, Герас Цунев, Сандо Масев, Васил Сурчев, Киро Абрашев, Ильо Шопов, Янко Цветинов и Димитър Цветинов.

## История
По-рано в тази местност е имало гробище. Към края на Първата световна война в това гробище е погребан учителят и революционер Васил Узунов.
Строежът на паметника започва през 1979 година. На 4 юли 1982 година тържествено са пренесени останките на партизани от комунистическата съпротива и положени в ковчег.
Дизайнът на паметника е дело на архитект Благой Колев, а самият паметник е изграден от бял мрамор. На платото се намира аулата с ковчега изграден от кафяв мрамор. Самата аула има две врати и форма на полукръг с три странични и един централен прозорец. Платото е изградено със замисъл на амфитеатър, а формата да наподобява разкъсани вериги, разкъсано робство.